# Тартус
Тарту́с (араб. طرطوس) — місто в Сирії. Порт на Середземному морі. Адміністративний центр провінції Тартус. В давнину римляни називали його Антарадус (Antaradus), хрестоносці — Антартус (Antartus) або Тортоса (Tortosa).

## Географічне розташування
Місто розташоване за 220 км від сирійської столиці — міста Дамаск та за 30 км від кордону з Ліваном.
Приблизна відстань від Тартуського порту до важливих місць та морських шляхів:
- 110 миль (200 км) до Ларнаки (Кіпр) на захід;
- 110 миль (210 км) до кордону з Ізраїлем на південь;
- 900 миль (1700 км) до Босфору (Туреччина);
- 280 миль (520 км) до Суецького каналу (Єгипет);
- 2100 мильм (3800 км) до Гібралтару.

## Історія, пам'ятки

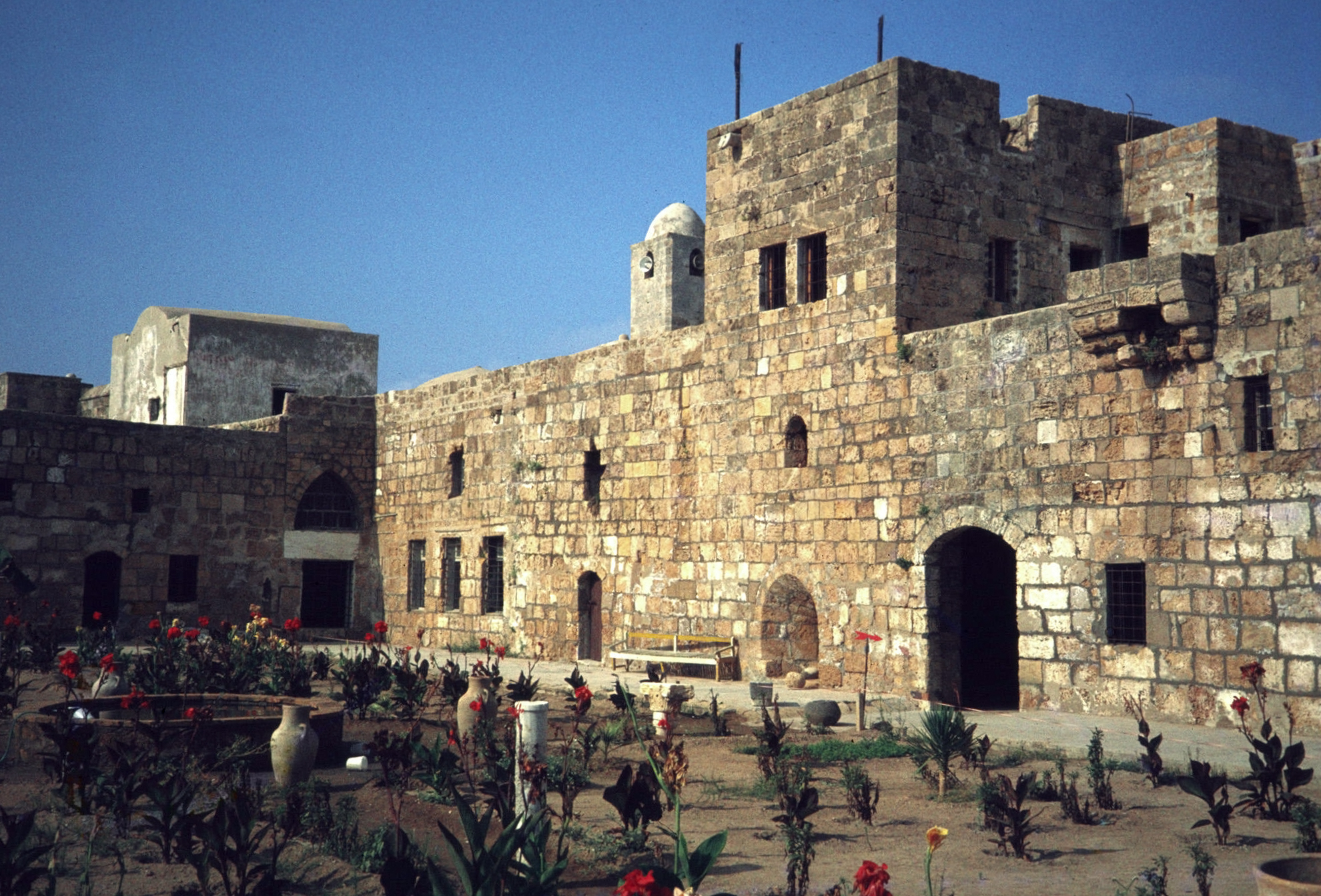
Арвадський замок. Острів Арвад

Стародавня історія Тартусу тісно пов'язана з історією стародавнього міста-острова Арвад, що знаходиться за 3,5 км від узбережжя. Це єдиний острів на Середземному морі, що належить Сирії. За часів фінікійців поселення на Арваді було великим і важливим.
Місто знаходилося в честі у імператора Костянтина через те, що населення Тартусу поклонялося Діві Марії. Вважається, що перша каплиця на її честь була побудована в Тартусі у III столітті. Через два століття землетрус зруйнував каплицю, але чудово уцілів вівтар. На честь цієї події хрестоносцями у 1123 році була побудована Церква Богоматері Тартуської. В ній і зберігається стародавній вівтар, який є об'єктом паломництва зі всього світу. Після відвоювання мусульманами міста, церква використовувалася як мечеть, а в османський період — як казарми. При французькому правлінні будівля була відреставрована і зараз там музей.
Певний час Тартус перебував під контролем тамплієрів, які вдосконалили оборонні споруди в місті і на острові Арвад. Саладін відвоював оточуючі міста у тамплієрів у 1188 році, а самі тамплієри наглухо закрилися в місті. Тим не менш, Тартус залишався під контролем тамплієрів до 1291 року, коли вони втекли на Арвад, де ще залишилися на 10 років. Одна з фортець хрестоносців, Маркаб, розташована поблизу сусіднього прибережного міста Баніяс, вона досі знаходиться в доброму стані.
Історичний центр Тартуса складається з більш сучасних будівель, побудованих на стінах і всередині стін фортеці часів хрестоносців, рів від якої досі відділяє старе місто від нового.

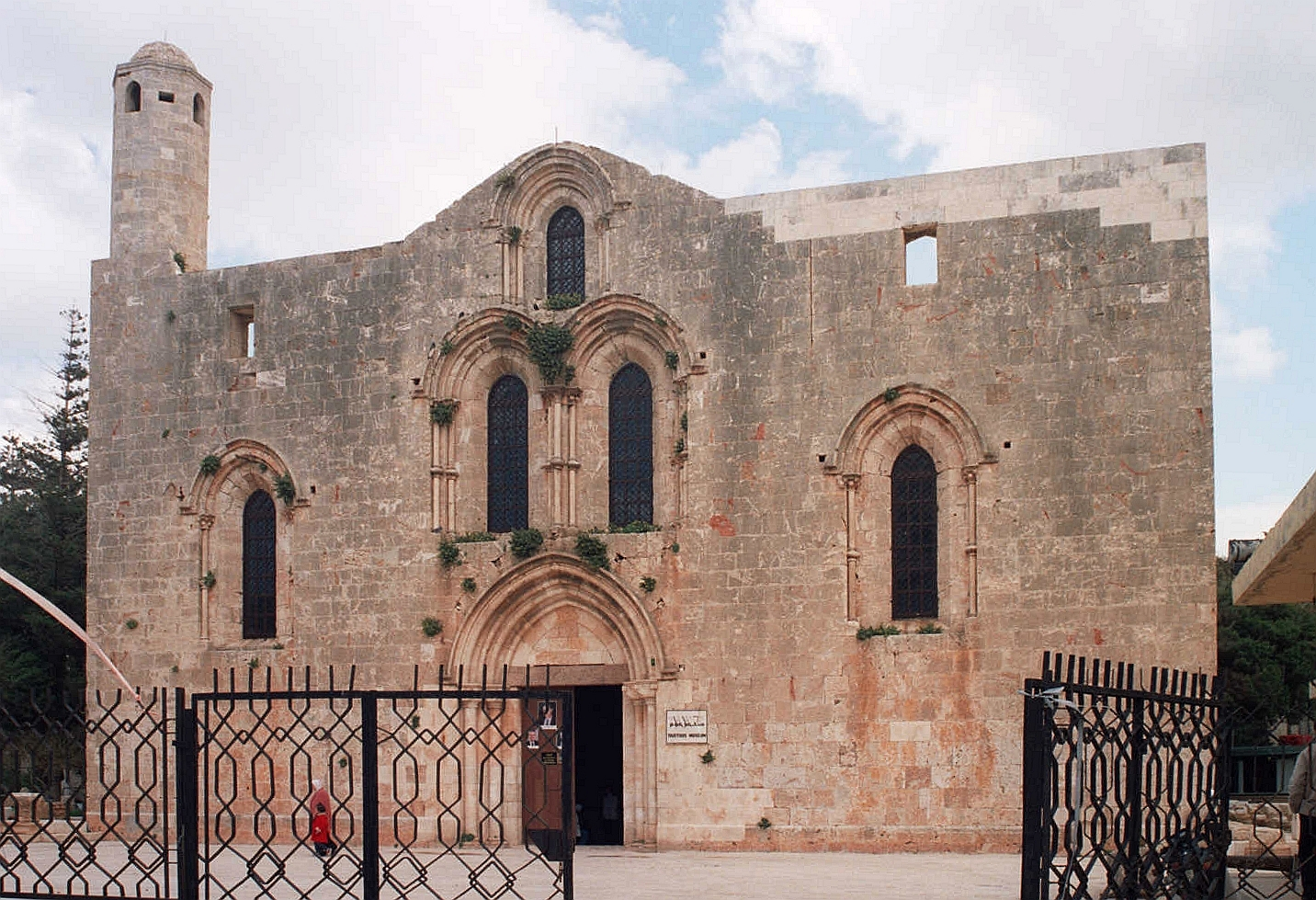
Церква Богоматері Тартуської. XII століття

Тартус і його околиці багаті на старожитності і археологічні пам'ятки, найвідоміші з яких:
- Старе місто Тартус;
- Фортеця госпітальєрів Маркаб (Маргат);
- Стародавнє місто Сафіта;
- Фортеця тамплієрів на острові Арвад;
- Церква Богоматері Тартуської (міський музей);
- Палац Бейт аль-Беїк;
- Гірський курорт Машта аль-Хелу;
- Місто-курорт Дрейкіш.

## Клімат
Клімат в Тартусі — субтропічний, середземноморський. Температура повітря влітку 30-35 ° C, взимку температура може опускатися до 5-10 ° C, а іноді — до нуля. Середньорічна кількість опадів — 1000 мм.
| Клімат Тартусу                 | Клімат Тартусу | Клімат Тартусу | Клімат Тартусу | Клімат Тартусу | Клімат Тартусу | Клімат Тартусу | Клімат Тартусу | Клімат Тартусу | Клімат Тартусу | Клімат Тартусу | Клімат Тартусу | Клімат Тартусу | Клімат Тартусу |
| Показник                       | Січ.           | Лют.           | Бер.           | Квіт.          | Трав.          | Черв.          | Лип.           | Серп.          | Вер.           | Жовт.          | Лист.          | Груд.          | Рік            |
| Середній максимум, °C          | 15,8           | 16,4           | 18,6           | 21,9           | 24,8           | 27,3           | 29,2           | 30,0           | 29,2           | 26,6           | 22,4           | 17,9           | 23,34          |
| Середня температура, °C        | 12,0           | 12,7           | 14,7           | 17,6           | 20,3           | 23,9           | 26,0           | 26,7           | 25,1           | 21,9           | 17,7           | 13,7           | 19,36          |
| Середній мінімум, °C           | 8,4            | 8,9            | 10,4           | 12,8           | 15,6           | 19,1           | 22,2           | 22,8           | 20,4           | 16,9           | 13,2           | 10,0           | 15,06          |
| Норма опадів, мм               | 177.5          | 142.1          | 105.2          | 57.1           | 20.0           | 12.3           | 0.7            | 3.8            | 8.2            | 67.6           | 105.0          | 184.8          | 884.3          |
| Днів з дощем                   | 12,5           | 10,2           | 9,3            | 5,4            | 2,1            | 0,5            | 0,1            | 0,1            | 0,8            | 4,4            | 6,5            | 11,0           | 62,9           |
| ------------------------------ | -------------- | -------------- | -------------- | -------------- | -------------- | -------------- | -------------- | -------------- | -------------- | -------------- | -------------- | -------------- | -------------- |
| Джерело: Hong Kong Observatory |                |                |                |                |                |                |                |                |                |                |                |                |                |

## Демографія, промисловість і інфраструктура

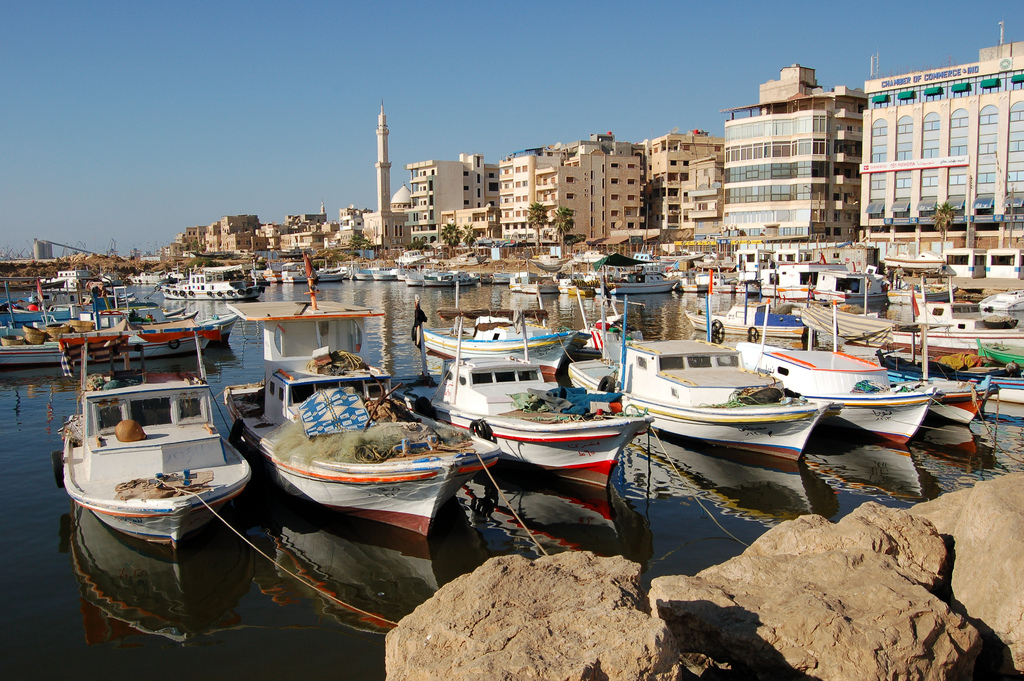
Стоянка маломірних суден.

Населення Тартусу станом на 2009 рік становило 96 401 мешканців. Основна частка населення з 1990-х — алавіти — близько 70 %. Частка сунітів постійно скорочується: у 1935 році вона становила 68,5 %, в 1947-му — 50,6 %, зараз — менше ніж 30 %.
Тартус — популярний туристичний центр. У місті є хороші піщані пляжі і кілька курортів.
Тартус є важливим центром торгівлі в Сирії і одним з двох головних портів країни на Середземному морі. місто поєднується з рештою країни добре розвиненою мережею доріг і магістралей. Залізниця з'єднує Тартус з основними містами Сирії, хоча як пасажирський в експлуатації знаходиться тільки гілка Латакія-Тартус.
З початком та посиленням громадянської війни в Сирії в Тартус у масовому порядку перебираються прихильники Башара Ассада. Вважається, що у випадку якщо опозиція захопить Дамаск і сюди перебереться Ассад зі своїм оточенням, Тартус може стати столицею нової держави алавітів. Припускається, що якщо в Тартус перебереться Башар Ассад то він може попросити притулку у російської військової бази або втекти за кордон на російському судні.

## Військово-морська база
Тартус — військово-морська база військово-морських сил Сирії. Тут дислокується 63-я бригада ракетних катерів ВМС САР і знаходиться військовий судноремонтний завод.

## Військово-морська база Росії
На території бригади ракетних катерів розташований також єдиний військовий об'єкт Російської Федерації у «далекому зарубіжжі» — 720-й пункт матеріально-технічного забезпечення. 720 ПМТЗ створений для тилового і матеріально технічного забезпечення кораблів військово-морського флоту на бойовій службі в Середземному морі.
26 червня 2013 року Росія тимчасово вивела весь військовий та цивільний персонал із Сирії для уникнення будь-яких інцидентів за участю російських військовослужбовців, які могли б викликати несприятливий політичний резонанс.
|           | Пункт у Тартусі не є стратегічним для російського оперативного з'єднання ВМФ в Середземному морі, бо російські кораблі можуть поповнювати припаси в кіпрському порту Лімассол. |
| — МЗС РФ, | |